# Broerenkerk

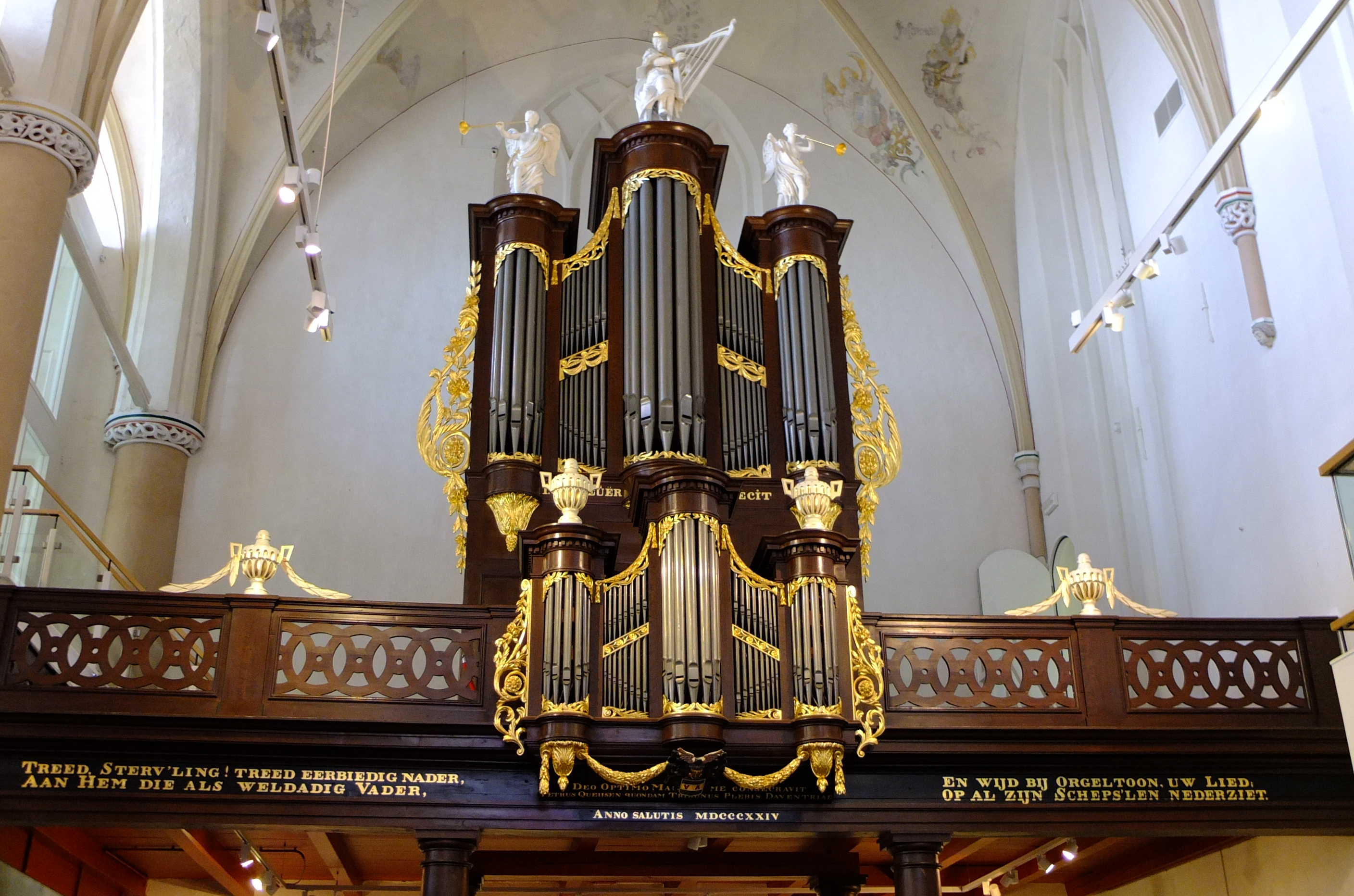
Scheuer-orgel

De Broerenkerk is een kerkgebouw in de Overijsselse hoofdstad Zwolle, sinds 2013 in gebruik als boekwinkel, gelegen aan het Broerenkerkplein.

## Geschiedenis
In 1465 werd op deze plaats een Dominicanenklooster gesticht. De kerk en het naastliggende klooster zijn daarvan bewaard gebleven. In 1580 werd het klooster gesloten. Vanaf 1640 werd de kerk gebruikt voor protestantse erediensten. Vanaf circa 1760 gebruikte de Joodse gemeenschap in Zwolle (delen van) het klooster als synagoge en inmiddels is hier het ArtEZ Conservatorium gevestigd. Ruim 340 jaar na de eerste Protestantse erediensten werd de kerk gesloten en kwam het pand leeg te staan.
Vanaf de sluiting in 1983 werd de kerk vijf jaar lang gerestaureerd. tijdens de restauratiewerkzaamheden kwamen onder de pleisterlagen tegen het plafond een groot aantal plafondschilderingen tevoorschijn, die nog altijd te bewonderen zijn. Van 1988 tot 2010 is het gebouw in gebruik geweest als expositieruimte en evenementenlocatie.
Vanaf 2005 is begonnen met het inrichten van de Broerenkerk als boekwinkel, gecombineerd met een cultureel centrum en een horecagelegenheid. Initiatiefnemer hiervoor was boekhandel Waanders die eerder gevestigd was aan de Grote Markt. In 2013 vond de opening van Waanders in de Broeren plaats.

### Plafondschilderingen

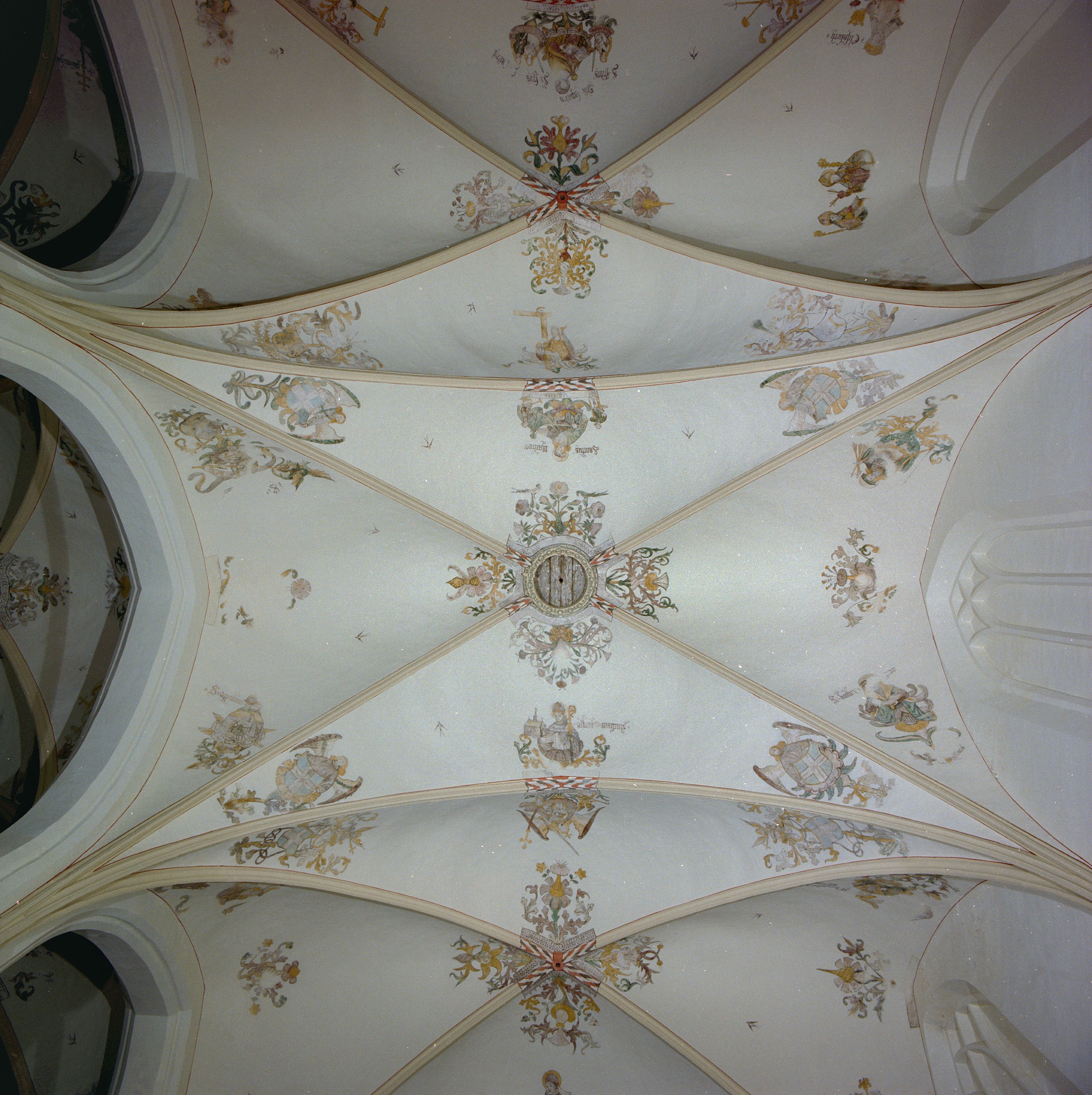
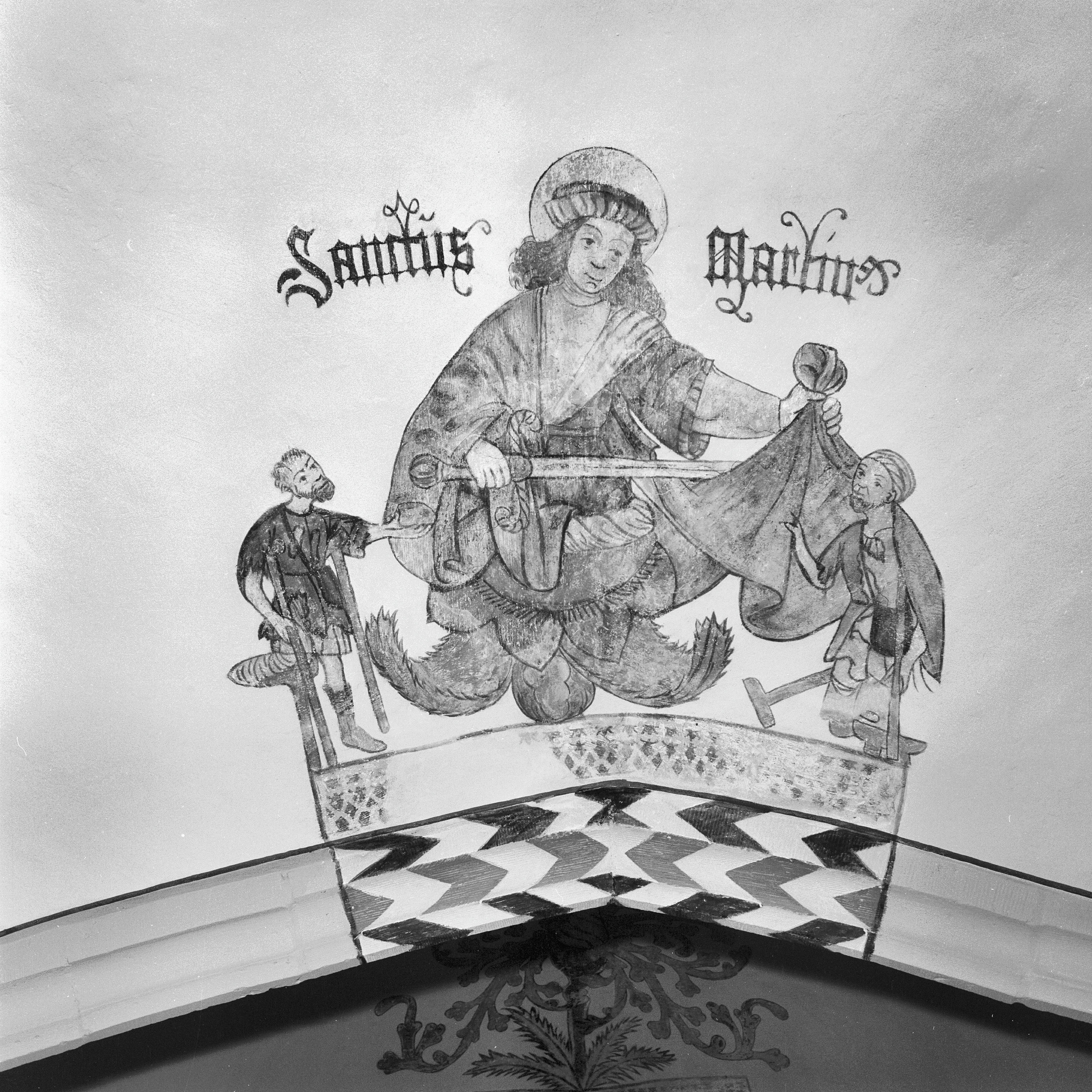
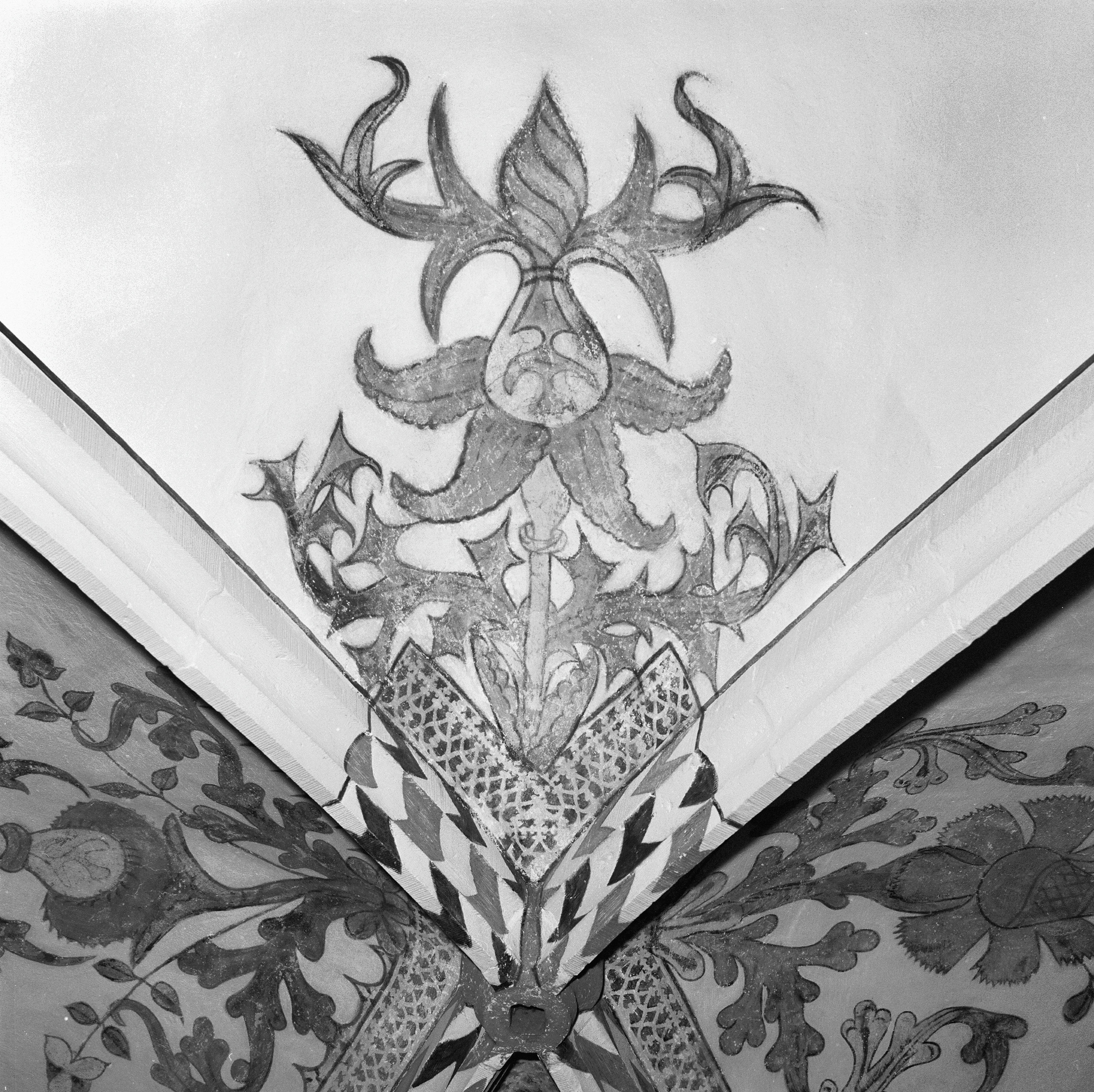
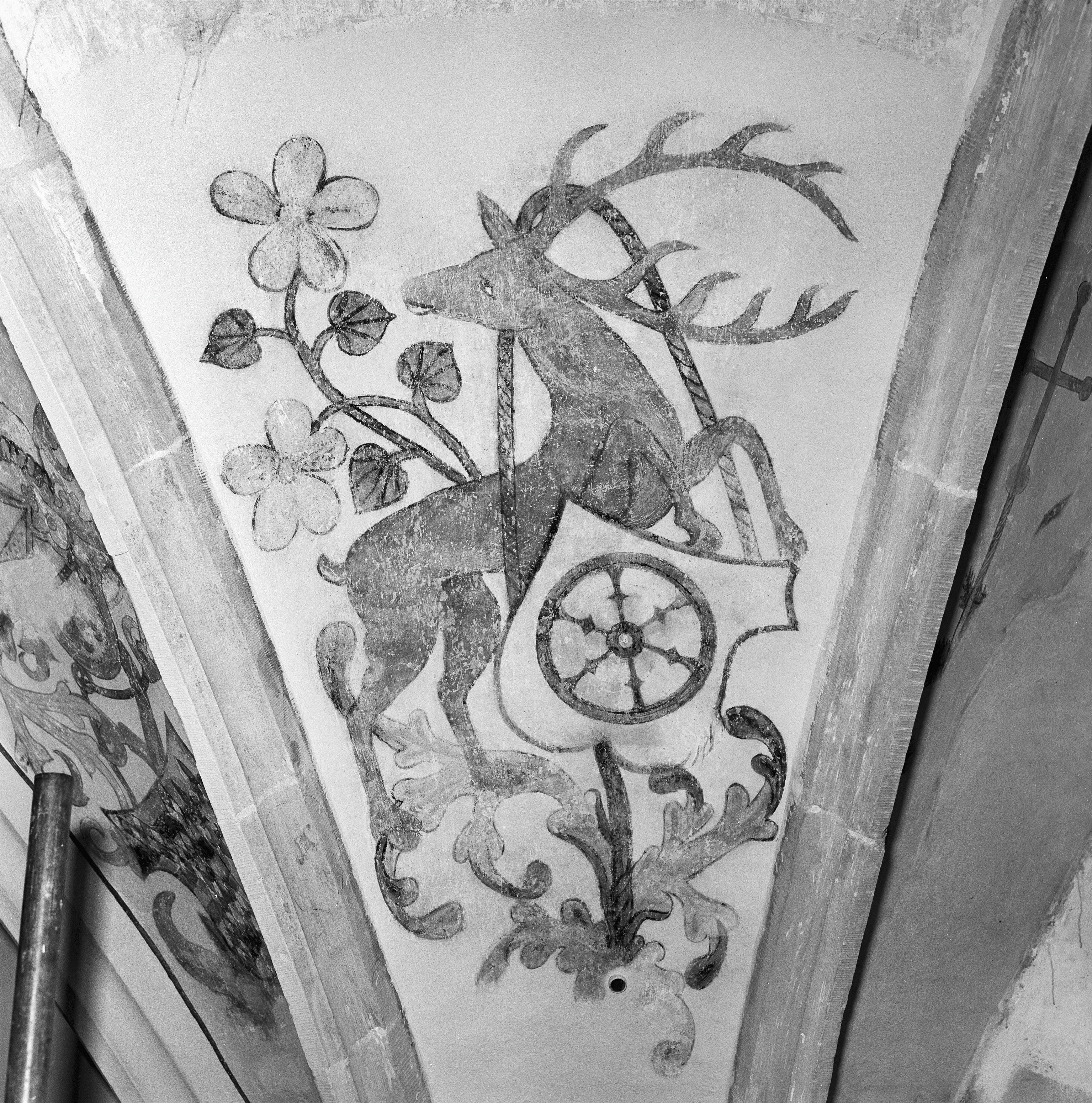
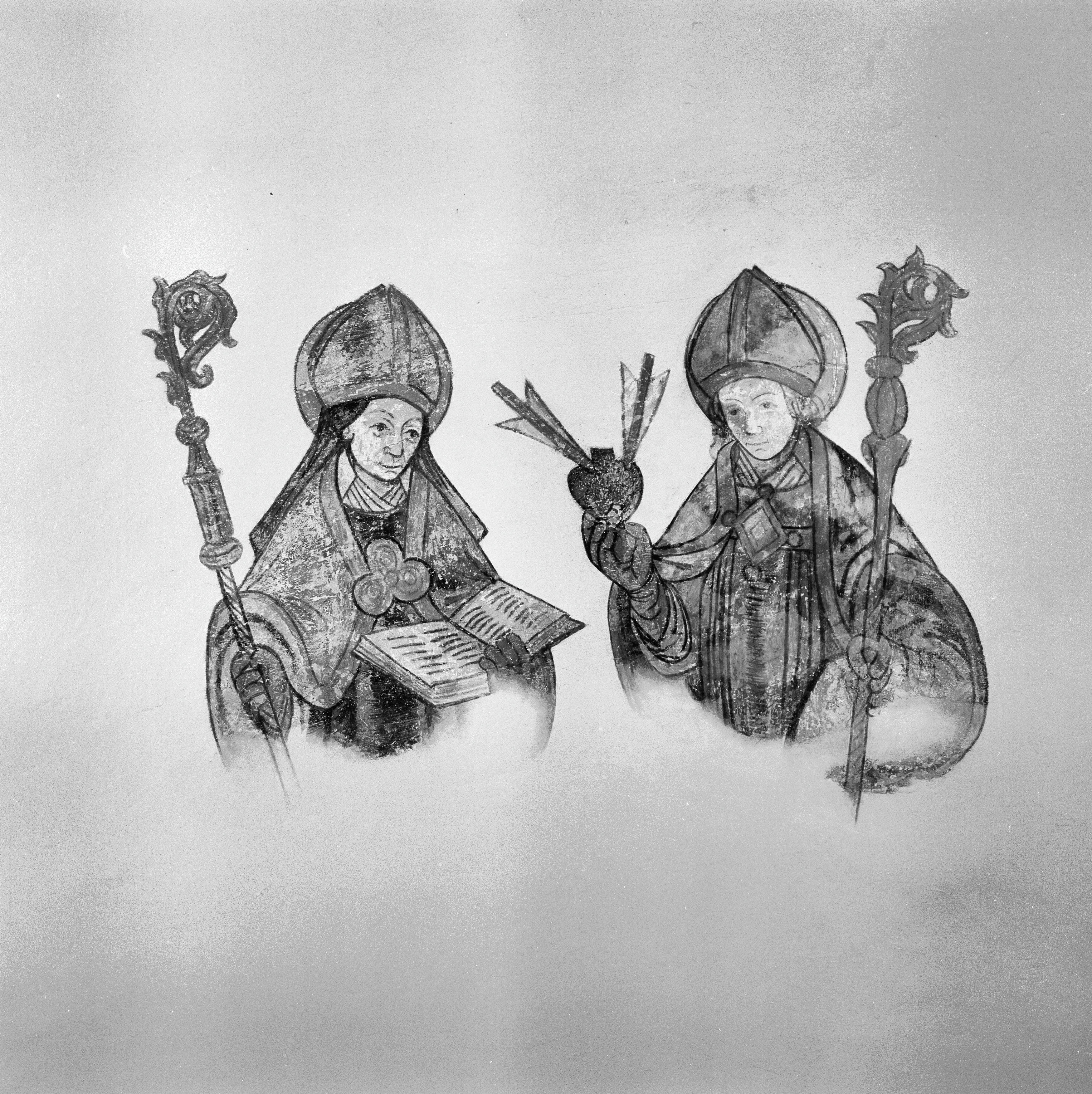

## Orgel
Het kerkorgel is nog steeds aanwezig in de kerk en ook bespeelbaar. Het is een Scheuer-orgel uit 1824. In 1912 werd het door Flentrop gewijzigd. Deze wijzigingen werden bij een restauratie in 1972 door dezelfde orgelbouwer weer ongedaan gemaakt. In 1988 werd het orgel weer door Flentrop hersteld en in 2001 schoongemaakt.
Het orgel is geplaatst op een galerij waar op de balustrade het volgende gedicht is aangebracht:
Treed, Sterv'ling, treed eerbiedig nader
En wijd bij Orgeltoon, uw Lied;
Aan Hem die als weldadig Vader,
Op al zijn Scheps'len nederziet.
Hier volgt de dispositie:
| Hoofdwerk C-f’’’ |         |
| Bourdon          | 16'     |
| Prestant         | 8'      |
| Holpijp          | 8'      |
| Octaaf           | 4'      |
| Roerfluit        | 4'      |
| Quint            | 3'      |
| Super octaaf     | 2'      |
| Gemshoorn        | 2'      |
| Sexquialter II   |         |
| Mixtuur IV       |         |
| Fagot            | 16' b/d |
| Trompet          | 8' b/d  |

| Rugpositief C-f’’’ |        |
| Holpijp            | 8'     |
| Prestant           | 4'     |
| Fluit does         | 4'     |
| Roerquint          | 3'     |
| Octaaf             | 2'     |
| Woudfluit          | 2'     |
| Tertz              | 1 3/5' |
| Flageolet          | 1'     |
| Dulciaan           | 8'     |
| Tremulant          |        |

| Pedaal C-d’ |
| aangehangen |

| Koppelingen             |
| Hoofdwerk - Rugpositief |
| 2 afsluiters            |
| ventiel                 |